# Efecte d'hivernacle

Una representació esquemàtica dels intercanvis d'energia entre l'espai exterior, l'atmosfera terrestre, i la superfície de la Terra. L'habilitat de l'atmosfera de capturar i reciclar energia emesa per la superfície terrestre és la definició característica de l'efecte hivernacle.

L'efecte d'hivernacle o efecte hivernacle és el procés pel qual l’atmosfera d'un planeta fa que s'escalfi, que permet l'entrada de radiació solar visible, però impedint o dificultant l'emissió de calor des del planeta. El nom d'efecte d'hivernacle s'utilitza perquè, d'acord amb una descripció simple, els hivernacles s'escalfen d'una manera semblant. L'efecte d'hivernacle es dona a la Terra i es produeix de forma similar a Venus, Mart i probablement a altres planetes amb atmosferes.
A l'atmosfera de la Terra alguns gasos, com ara el CO₂, el vapor d'aigua i en menys quantitat l’ozó, retenen la radiació que produeix, absorbeixen gran part de l'energia i eviten que torni a l'espai. Això contribueix a mantenir el planeta calent. Des de principi del segle xx hi ha hagut una preocupació creixent que el canvi de composició de gasos de l'atmosfera, amb una creixent presència del CO₂ antropogènic, canviï l’equilibri tèrmic del planeta i acceleri el seu canvi climàtic.

## Concepte i problemàtica
Part de la radiació solar que arriba a l'atmosfera terrestre és reflectida, una altra part és absorbida, i la major part arriba a la superfície terrestre. Això fa que s'escalfi la superfície, i que es transformi part d'aquesta calor en forma de radiació, però a longituds d'ona més llargues que la de la radiació solar original. Part d'aquesta radiació infraroja torna a l'espai, però una altra part escalfa l'atmosfera, i de retruc, reescalfa la superfície terrestre. D'aquesta manera, aquests gasos impedeixen que part d'aquesta radiació escapi de la terra, tot contribuint a fer que la temperatura mitjana de l'aire superficial del planeta sigui apta per a la vida. L'efecte hivernacle és, per tant, un fenomen natural de l'atmosfera, sense el qual la vida a la Terra, tal com la coneixem, no seria possible.
Aquests gasos, que tan sols representen aproximadament l'1% de l'atmosfera contribueixen a la retenció de la calor i a mantenir el planeta uns 30 °C més calent que si aquesta capa no existís: en la seva absència, la superfície de la Terra es congelaria a –18,1 °C;  gràcies a la seva presència, té una mitjana de 15 °C. El problema actual és que la quantitat d'aquests gasos naturals amb efecte d'hivernacle han augmentat a l'atmosfera i s'hi han abocat, a més, gasos amb efecte hivernacle no presents de manera natural. S'admet que un augment d'aquest efecte natural per l'increment en la concentració d'aquests gasos, posarà en perill la composició, la capacitat de recuperació i la productivitat dels ecosistemes naturals i es preveu que l'increment continuat de la temperatura alterarà les regions climàtiques i els corrents oceànics, amb possibles conseqüències importants sobre les activitats humanes.
Cap altre canvi ambiental global té tantes conseqüències com l'augment de les concentracions de gasos d'efecte hivernacle atmosfèrics en general i del CO₂ antropogènic en particular. La raó és senzilla: el canvi climàtic resultant afectarà totes les parts de la biosfera així com totes les activitats humanes.

## Història del concepte i evolució en registres històrics
Les conseqüències de les emissions de CO₂ han rebut molta atenció des que l'escalfament global es va convertir en la principal preocupació mediambiental, primer als països rics (a final dels anys vuitanta del segle xx), poc després a nivell mundial. La primera Convenció sobre el Clima de l'ONU va ser el 1992. Però no hi ha res de nou sobre la nostra comprensió de l'efecte hivernacle, sobre la seva necessitat per a la vida a la Terra i sobre el seu vincle amb el clima.
A la fi de la dècada de 1820, Joseph Fourier, un matemàtic i físic francès, va descriure l'atmosfera actuant com un vidre d'hivernacle, que deixa passar la llum però bloqueja l'escapada dels raigs invisibles reradiats, que tenen una alta longitud d'ona. El 1861, el físic irlandès John Tyndall va identificar el vapor d'aigua com l'absorbidor dominant de la radiació sortint, i el 1896 el químic suec Svante Arrhenius va publicar els primers càlculs de l'augment de la temperatura global causat per una eventual duplicació del CO2 atmosfèric preindustrial: va predir un augment mitjà anual de 4,95 °C als tròpics i poc més de 6 °C a l'Àrtida, molt dins del rang dels últims models informàtics actuals del clima global. Eunice Newton Foote (1819-1888) va realitzar una sèrie d'experiments que van demostrar les interaccions dels raigs del sol sobre diferents gasos i va ser una pionera en l'estudi de l'escalfament de la Terra.
Fa més d'un segle que es coneixen els efectes relacionats amb les noves emissions de CO₂, però, al mateix temps, l'existència de vida a la Terra depèn de la presència de gasos d'efecte hivernacle. El vapor d'aigua representa gairebé dos terços de l'efecte global; el CO₂ gairebé una quarta part; i els CH₄, N₂O i O₃ fan la majoria de la resta. El CO₂ es manté a l'atmosfera durant centenars d'anys, i a mesura que n'augmenta la concentració canvien el balanç de radiació de la biosfera: des de mitjan del segle xix el forçament de radiació atribuïble al CO₂ ha estat d'uns 2 W/m2, i el total és d'uns 3 W/m2 després d'afegir-hi l'efecte d'altres gasos d'efecte hivernacle.
Durant el darrer mil·lenni, les concentracions de CO₂ han estat notablement estables, des de la mínima de 275 ppm a principis del segle xvii fins a la màxima de gairebé 285 ppm a finals del segle xx (CO₂-Terra 2019; figura 6.1). En canvi, els guanys recents han estat extraordinàriament ràpids. Van arribar a les 350 ppm el 1998, les 400 ppm el 2015 i han superat les 414 ppm el juliol del 2020.

## Fonaments
Tots els cossos, pel simple fet d'estar a una certa temperatura superior al zero absolut, emeten una determinada quantitat de radiació electromagnètica (vegeu cos negre).
Quan l'energia del Sol arriba a la superfície de la Terra, aquesta s'escalfa. L'energia absorbida és remesa com radiació infraroja. Tanmateix, no tota aquesta radiació pot ser reflectida a l'espai, ja que una part és absorbida novament per l'atmosfera (al voltant d'un 90 %). L'atmosfera fa efecte d'un «mantell aïllant», que és un fenomen semblant a què manté la temperatura càlida en l'interior d'un hivernacle, fenomen del qual rep el seu nom. A més d'estabilitzar la temperatura, l'atmosfera també protegeix de la radiació còsmica.
El balanç entre radiació absorbida i transmesa per l'atmosfera a diferents longituds d'ona és el que produeix l'efecte hivernacle. L'atmosfera absorbeix més fàcilment la radiació infraroja de sortida que no pas la radiació visible rebuda del Sol, i això és el que fa que la Terra sigui més calenta del que ho seria sense atmosfera.
D'aquesta manera, l'equilibri tèrmic s'estableix a una temperatura superior a què s'obtindria sense aquest efecte. La importància dels efectes d'absorció i remissió de radiació en l'atmosfera són fonamentals per al desenvolupament de la vida tal com la coneixem. De fet, si no existira aquest efecte, la temperatura mitjana de la Terra seria entre 30 °C i 40 °C menor, situant-se a quasi 20 °C sota zero (-20).

## Efecte d'hivernacle a l'atmosfera de Venus
De tots els planetes del sistema solar, Venus és el que té un efecte d'hivernacle més intens a causa de la densitat i composició de la seva atmosfera. Quan va començar l'estudi de l'atmosfera de Venus en les dècades de 1960-70, van sorgir els primers senyals d'alarma sobre un possible efecte hivernacle en la Terra provocat per l'augment de la concentració de diòxid de carboni en l'atmosfera.

## Efecte de l'augment dels gasos a efecte d'hivernacle
Les conseqüències en són principalment:
- Desertització i sequeres, que causen fam endèmica
- Grans incendis forestals, que augmenta encara més el canvi.
- Inundacions.
- Fusió del gel antàrtic, que causa un ascens del nivell del mar, el que nega les zones costaneres i accelera l'erosió de les platges[19]
- Destrucció d'ecosistemes.

El protocol de Kyoto de 1997, que va entrar en vigor el 16 de febrer de 2005, i l'Acord de París de 2015, en vigor a partir de l'any 2020 son uns convenis internacionals que intenten limitar globalment les emissions de gasos amb efecte d'hivernacle, sorgits de la preocupació internacional per l'escalfament global que podrien incrementar les emissions descontrolades d'aquests gasos.